# BVG-Baureihe C
Die Wagen der Baureihe C der Berliner U-Bahn waren Großprofilfahrzeuge, die ab 1926 im Einsatz waren. Ihre ursprüngliche Bezeichnung bis ca. 1928 lautete Nordsüdbahnform II. Im Vergleich zur vorher konstruierten Nordsüdbahnform I (spätere Baureihe B) waren die Wagen mit 18 Metern etwa fünf Meter länger als ihre Vorgänger. Sie wurden daher auch „Langwagen“ genannt.
Zu ihrer Zeit waren diese Fahrzeuge die modernsten im Berliner U-Bahn-Netz und dienten unter anderem als Vorbild für die Baureihe A der Moskauer Metro. Auf Grund der so entstandenen technischen Übereinstimmungen zwischen dem Berliner und dem Moskauer U-Bahnsystem wurden 120 Wagen nach dem Ende  des Zweiten Weltkriegs als Reparationsleistung in die Sowjetunion gebracht.
Die Fahrzeuge waren in der UdSSR bis 1965, in Berlin bis 1975 im Einsatz.

## Typen
Offiziell werden nur drei verschiedene Typen der C-Wagen unterschieden. Die zuerst ausgelieferten Wagen der Bauart CI sind mehr als Probezüge anzusehen, da fast alle Fahrzeuge wagenbaulich voneinander abweichend waren. Die beiden folgenden Bauarten CII und CIII waren dagegen die Serienfahrzeuge. Der letztgenannte Typ CIV wurde zunächst als CI geführt, wich allerdings stark von den restlichen Fahrzeugen ab, da seine Wagenkästen in Aluminiumbauweise erstellt wurden.

### CI
1926 unternahm die Nordsüdbahn AG (NSAG) erste Versuche mit den neuen Fahrzeugen. Ausschlaggebend für die Beschaffung der Langwagen war unter anderem die Ausnutzung der Bahnsteigkanten, die bei der Nord-Süd-Bahn zu diesem Zeitpunkt noch bei 80 Metern lag. Ein Sechswagenzug der Baureihe B hätte diese mit einer Gesamtlänge von 78,9 Metern (bei 696 Fahrgästen) zwar optimal ausgenutzt, jedoch bedeutete dies für die Fahrer, bei jedem Halt sehr genau zu bremsen. Die neuen Langwagen dagegen sollten bei geringstmöglichen Kapazitätsverlusten den Platz besser nutzen, so dass für die Fahrer ein größerer Freiraum entlang der Bahnsteigkante entstand. Neben dieser Betriebsoptimierung dienten die Wagen auch als Probewagen für den Einsatz auf einer weiteren im Bau befindlichen Linie, der sogenannten GN-Bahn (spätere Linie D, heute U8).
Aufgrund ihrer Länge konnten die Züge nur mit vier CI-Wagen gebildet werden. Ein solcher Zug erreichte eine Gesamtlänge von 73,6 Metern mit einem Fassungsvermögen von 650 Fahrgästen.
Von den als CI bezeichneten Fahrzeugen wurden 1926 insgesamt je acht Trieb- und Beiwagen, 1927 dann weitere vier Trieb- und vier Beiwagen ausgeliefert. Die Wagen wurden zu sechs Zügen mit je vier Wagen gekuppelt. Baulich unterschieden sie sich sehr stark; so verfügte zum Beispiel der dritte ausgelieferte Vierwagenzug über Tonnendächer (im Gegensatz zu den Oberlichtdächern bei den anderen Zügen), und der vierte Zug über je vier Türen pro Wagenseite.
Da die Wagen nicht im Verbund mit den B-Wagen eingesetzt werden sollten, konnte auch die elektrische Ausrüstung verändert und modernisiert werden. Neu waren die selbsttätig mit Druckluft schließenden Türen, die bis dahin in keinem anderen Schnellbahnbetrieb vorkamen.
Während des Zweiten Weltkriegs wurde keiner der 24 Einzelwagen zerstört, so dass diese fast vollkommen intakt weiterverwendet werden konnten. Aufgrund des Befehls der Sowjetischen Militäradministration, insgesamt 120 Wagen als Reparationsleistung für die Moskauer Metro zu stellen, wurden alle Fahrzeuge dieser Reihe im September 1945 verladen und in die Sowjetunion gebracht. Nach den erforderlichen Anpassungsmaßnahmen waren sie bis 1965 im Einsatz und wurden anschließend verschrottet.
Der ehemalige Berliner Wagen 104 befindet sich (Stand: 2014) – weitgehend in den Originalzustand zurückversetzt – im Betriebshof Awtowo in Sankt Petersburg und soll künftig im U-Bahnmuseum von Sankt Petersburg ausgestellt werden.

### CII

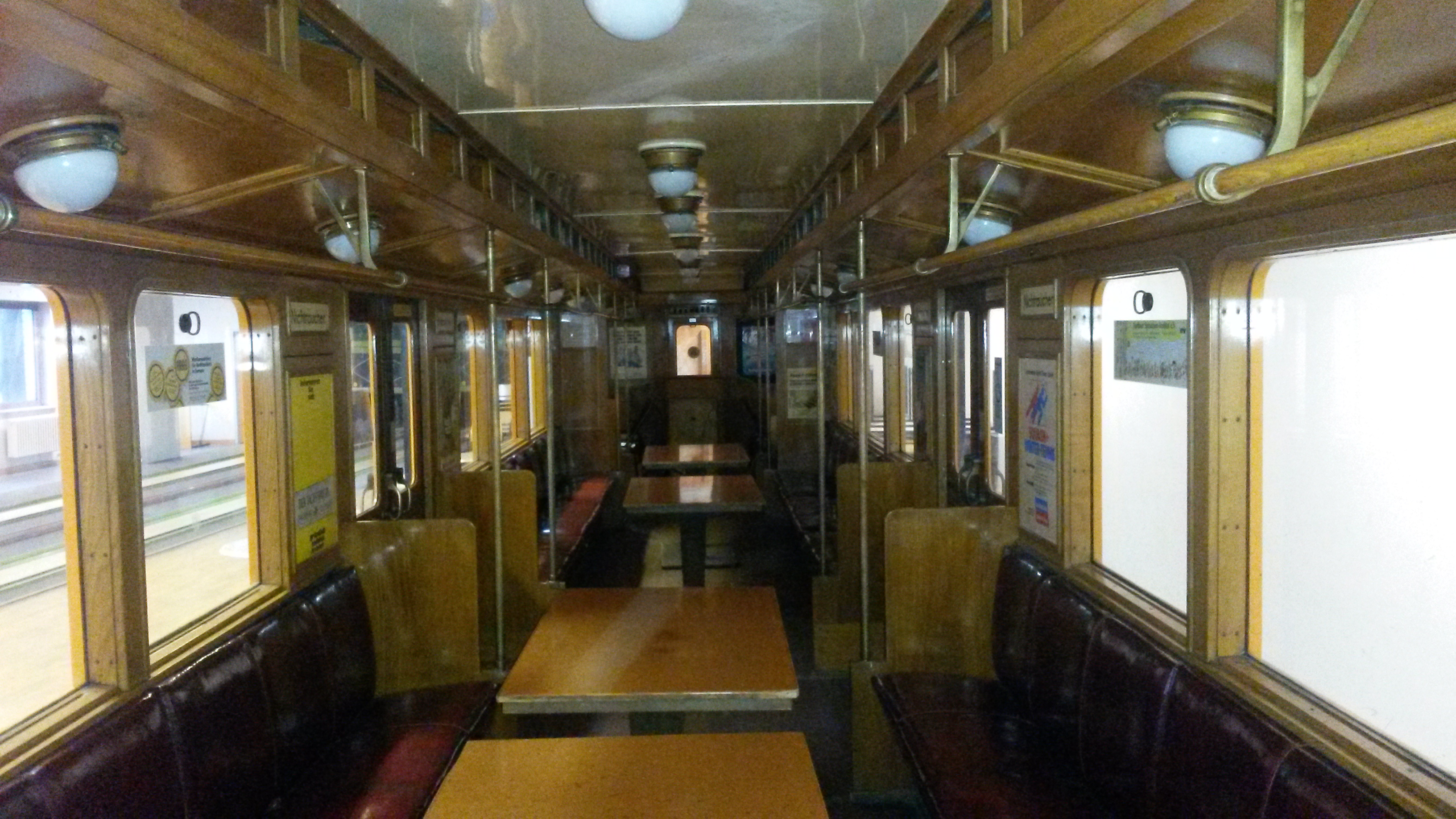
Innenraum der CII-Reihe, hier mit Tischen ausgebaut (Standort: Polizeigelände Kruppstraße, Berlin)

Nach der erfolgreichen Erprobung der CI-Wagen veranlasste die Nord-Süd-Bahn den Bau von weiteren 114 Einzelwagen. Da die CII-Triebwagen nur teilmotorisiert waren, also nur ein Drehgestell angetrieben wurde, konnten sie nicht mit Beiwagen eingesetzt werden. Deshalb wurden ausschließlich Triebwagen beschafft. Sie besaßen Oberlichtdächer und je drei Türen pro Wagenseite mit einer lichten Öffnungsweite von 870 mm. Eine Türschließanlage nach dem Vorbild der Bauart CI wurde allerdings erst Ende der 1930er Jahre eingebaut.
Die Fahrzeuge erhielten herkömmliche Nockenschaltwerke. Als mechanische Bremse kamen zunächst Achszangenbremsen zum Einsatz. Da diese jedoch häufig nachgestellt werden mussten, wurden sie später durch Klotzbremsen ersetzt.
Eine weitere Besonderheit im Aufbau waren die mit Scharnieren versehenen Führerstandswände, die bei Nichtgebrauch weggeklappt werden konnten, um mehr Platz zu schaffen. Dabei wurden die Trennwände zum Fahrgastraum so verschoben, dass nur die Bedieneinrichtungen für die Fahrgäste nicht zugänglich waren. Diese Einrichtung wurde in der Regel bei den in Zugmitte laufenden Wagen genutzt. Das Fassungsvermögen eines nach erfolgten Bahnsteigverlängerungen einsetzbaren Sechswagenzuges stieg damit auf insgesamt 1050 Personen.
Während des Krieges wurde lediglich der Triebwagen 569 zerstört. Weitere 69 Triebwagen wurden nach 1945 in die Sowjetunion verbracht und bis 1949 angepasst, worauf diese schließlich bis 1965 verkehrten.
Die in Berlin verbliebenen Fahrzeuge wurden nach dem Krieg aufbereitet, sie gelangten bei der Verwaltungstrennung 1948 in den Bestand der West-Berliner BVG. 1958 wurden sie umnummeriert, sie verkehrten bis 1975.
Insgesamt sind drei Triebwagen erhalten. Die Wagen 563 und 588 (bzw. 1316 und 1338) sind mittlerweile zum Museumszug umgebaut worden. Der dritte Triebwagen 603 (bzw. 1352) steht in der Monumentenhalle des Deutschen Technikmuseum Berlin.

### CIII
1930 stellte sich beim Bau der Linie E (heute U5) heraus, dass der Bestand an CII-Wagen nicht ausreichen würde. Daher schaffte die 1929 neu gegründete BVG als alleiniger Betreiber der U-Bahn weitere Fahrzeuge für die Linie an. Während die CIII äußerlich mit den CII identisch sind, weisen sie im technischen Bereich einige Unterschiede auf, so dass ein gemischter Betrieb nicht möglich war.
Zum einen verfügten die Neubaufahrzeuge über eine vollelektrische Schützensteuerung und eine elektrodynamische Widerstandsbremse. Diese wurde durch eine Federspeicherbremse ergänzt. Die Wagen waren zudem vollmotorisiert, verfügten also über zwei angetriebene Drehgestelle. Dafür wurde die Motorleistung von 100 auf 70 kW reduziert.
Bis auf den Triebwagen 519 überstanden alle Fahrzeuge den Zweiten Weltkrieg. Von den 29 verbliebenen Wagen wurden anschließend 27 nach Moskau gebracht, nur die Wagen 524 und 544 blieben in Berlin.
Die beiden verbliebenen Berliner Triebwagen wurden 1952 zu Beiwagen umgebaut und verkehrten gemischt mit B-Zügen. 1955 erfolgte der Rückbau, allerdings wurden die beiden Wagen fahrzeugtechnisch an die CII-Wagen angepasst, so dass sie gemeinsam mit diesen verkehren konnten. Die Wagen wurden 1970 beziehungsweise 1975 abgestellt und anschließend verschrottet. Da die Moskauer CIII-Wagen ebenfalls nach Einsatzende verschrottet wurden, ist somit kein CIII mehr erhalten.

### CIV
Bei dem Typ CIV handelt es sich um einen CI-Versuchszug, der erst ab 1944 diese Bezeichnung erhielt. Die Wagennummern wurden daher zunächst auch bei den CI eingeordnet. Der Zug – bestehend aus zwei Trieb- und einem Beiwagen (Tw 111 und 112; Bw 268) – wurde 1930/31 von der Waggonfabrik Busch in Bautzen unter Verwendung von Aluminiumprofilen gebaut. Die Leermasse betrug somit etwa 12 % weniger als bei den übrigen C-Wagen. Äußerlich fiel der Zug durch das Tonnendach sowie die stärker betonten Ecken an Wagenkasten und Fenstern auf.
1938 wurde der Beiwagen umgebaut und mit Quersitzen der Anordnung 2+1 versehen. Die Triebwagen wurden 1944 ebenfalls umgerüstet und mit einer AEG-Vielfachsteuerung versehen. Kurz vor Kriegsende wurde der Beiwagen zerstört und die beiden Triebwagen beschädigt. Technisch gesehen wären die Fahrzeuge wahrscheinlich auch nach Moskau gelangt, ihr Zustand aber sorgte dafür, dass die beiden Wagen in Berlin blieben. Dort wurden sie aufbereitet und ab 1953 wieder eingesetzt. Die beiden Wagen verkehrten meist als eigener Zweiwagenzug und wurden um 1970 abgestellt. Die Verschrottung erfolgte 1971 beziehungsweise 1975.

## Nachkriegsentwicklung

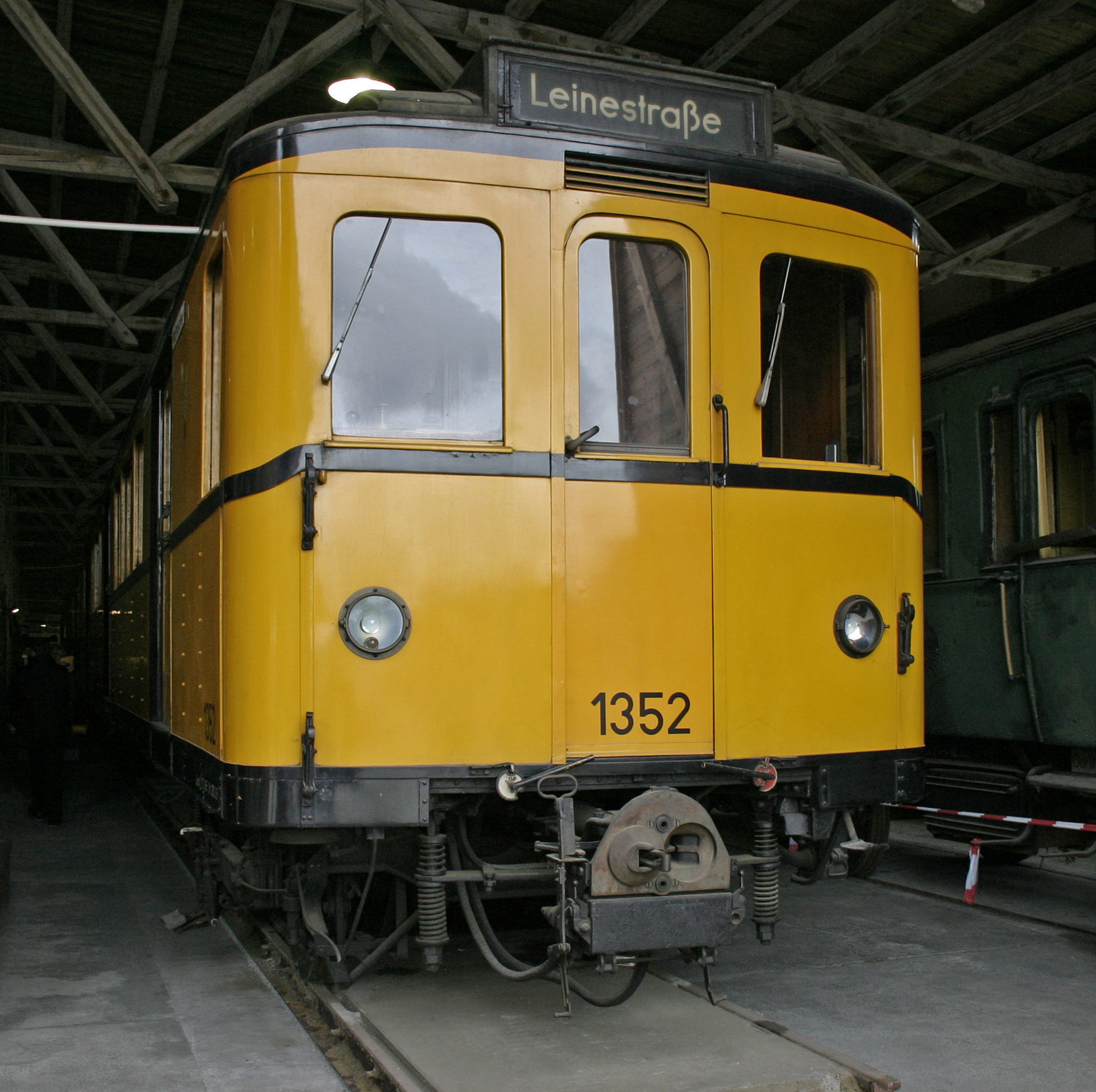
Triebwagen 1352 (ex 603) in der Fahrzeugsammlung des Deutschen Technikmuseums Berlin, 2018

### West-Berlin
Noch vor Kriegsende wurden sämtliche C-Wagen von der Linie E abgezogen und auf die Linien C und D verteilt. Durch diesen Umstand verblieben die Berliner Wagen, die nicht nach Moskau abtransportiert wurden, bei den West-Berliner Verkehrsbetrieben, da diese für den Betrieb auf den beiden Linien zuständig war. Die meisten Fahrzeuge wurden aufbereitet, dabei wurden die Wagen bis auf den CIV-Zug auf den Stand der CII vereinheitlicht. Da durch die Reparationsleistungen große Lücken im Nummernschema entstanden, erfolgte 1957/58 eine Umnummerierung. Die C-Wagen erhielten dabei die 1300er Nummern. Obwohl keine Beiwagen mehr vorhanden waren, erhielten die Triebwagen lediglich gerade Nummern.
Der CIV-Zug wurde in den 1950er Jahren für verschiedene Testfahrten umgebaut. Die dabei eingesetzte Technik diente so auch zur Erprobung für die ersten Nachkriegswagen der Baureihe D, die ab 1957 ausgeliefert wurde.
Während der Anfangsjahre des Kalten Krieges verkehrten die C-Wagen fast ausnahmslos auf der Linie C. Der Grund hierfür bestand in der Gefahr, dass zwischen den Linien D und E am Alexanderplatz ein Verbindungstunnel, der sogenannte Waisentunnel besteht. Die West-BVG fürchtete den Technologiediebstahl durch die BVG-Ost, indem diese einen Zug auf ihr Gleisnetz hätte überführen können. Erst mit der Auslieferung der D-Züge und der gleichzeitigen Ausmusterung der B-Wagen durften die C-Wagen auf die U8 überführt werden und liefen als Verstärkerzüge zwischen Kottbusser Tor und Leinestraße.
Zwischen 1970 und 1975 wurden die Fahrzeuge nach und nach ausgemustert.

### Einsatz in Moskau

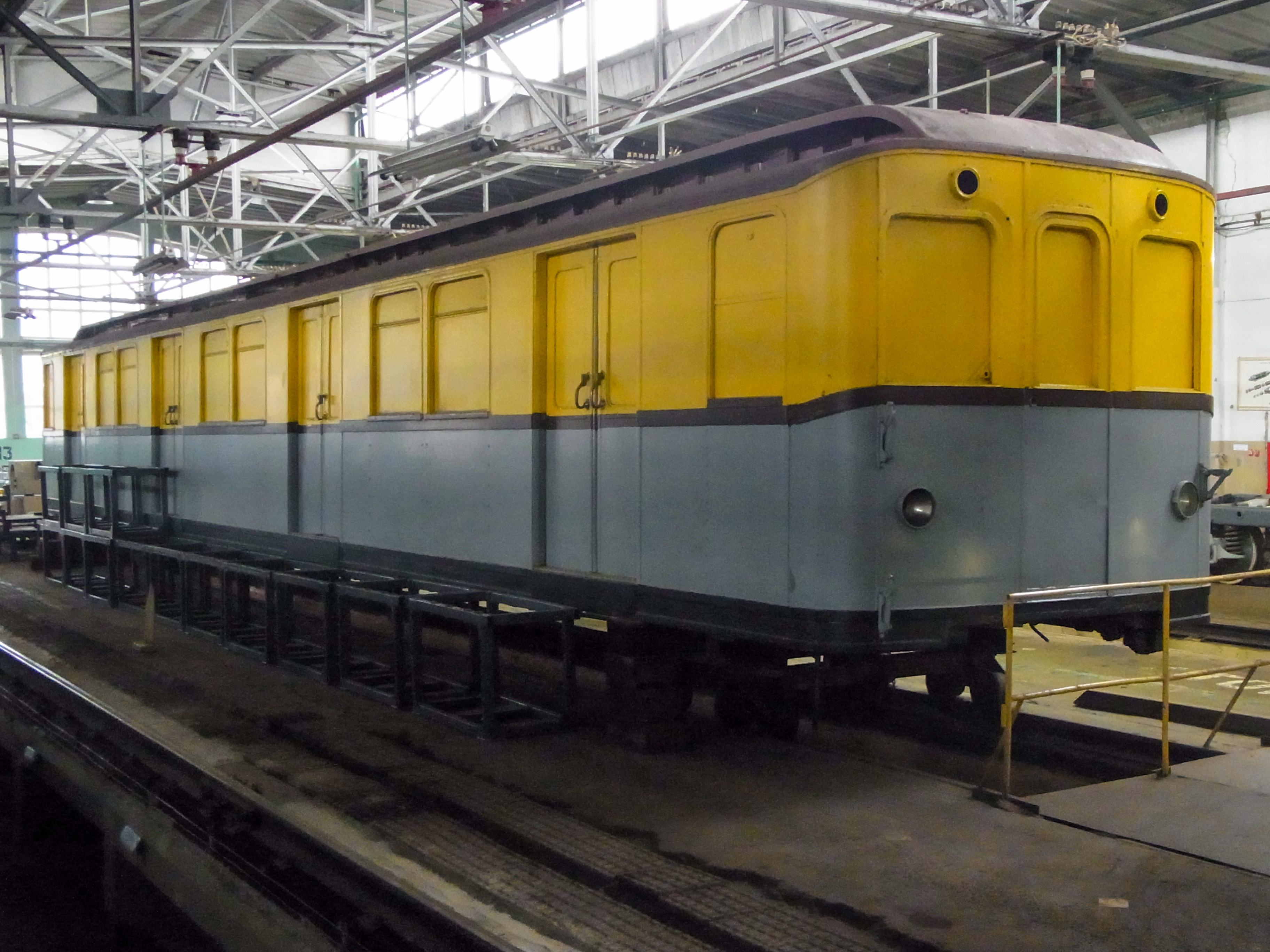
Ehemaliger Berliner C-Triebwagen als Typ B-4 der Moskauer Metro

Die insgesamt 120 für die Moskauer Metro vorgesehenen Wagen wurden im September 1945 verladen und auf dem Schienenweg in die sowjetische Hauptstadt gebracht. Dort wurden die Wagen den neuen Gegebenheiten angepasst: Sie wurden auf die russische Breitspur von 1524 mm umgespurt, der Wagenkasten erhielt die typische blaue Lackierung und die Türgriffe wurden entfernt. Die Türen wurden vom Fahrer geöffnet und geschlossen. Die Bezeichnung der Baureihe lautete Typ В (das kyrillische В [W], dem dritten Buchstaben des Alphabets, eingeordnet hinter den damaligen Typen А (Triebwagen) und Б (B, Steuerwagen), welche 1930 zur Eröffnung der Moskauer Metro gebaut worden waren). Bis um 1980 wurden alle weiteren Typen in der alphabetischen Reihenfolge bezeichnet.
Um 1949 waren die Umbaumaßnahmen abgeschlossen, so dass die Wagen im Fahrgastverkehr eingesetzt werden konnten. Haupteinsatzgebiet war vor allem die Filjowskaja-Linie. Bis 1965 wurden die Wagen eingesetzt und anschließend größtenteils verschrottet. Ein Zweiwagenzug ist bei der Metro als Museumszug erhalten geblieben. 2003 wurde zudem bei der St. Petersburger Metro ein weiterer C-Wagen entdeckt, der vermutlich nach Ende des Einsatzes in Moskau dort als Werkstattzug eingesetzt wurde. Ein Wagen ist bis heute in der Metro Tiflis als Messwagen im Einsatz.
Im russischen Sankt Petersburg wurde 2012 zu Ehren des 85. Jahrestags der BVG-Baureihe C eine Erinnerungsmedaille geprägt.

## Nummerierung
Insgesamt wurden zwischen 1926 und 1931 158 Trieb- und 13 Beiwagen gebaut. Davon gingen zwei Triebwagen im Krieg verloren und 108 Trieb- sowie 12 Beiwagen nach 1945 in die Sowjetunion.
Bei der Neunummerierung der Wagen erhielten die noch vorhandenen Triebwagen allesamt gerade Ziffern. Ungerade Wagennummern waren dagegen für Beiwagen vorgesehen (die bei anderen Baureihen noch vorhanden waren).
| Typ  | Lieferjahr | Nummer alt              | Nummer neu | Verbleib |
| ---- | ---------- | ----------------------- | ---------- | --- |
| CI   | 1926       | 99–106 250–253, 350–353 |            | komplett nach Moskau 1965 ausgemustert |
| CI   | 1927       | 107–110 254–267         |            | komplett nach Moskau 1965 ausgemustert |
| CII  | 1929       | 545–658                 | 1302–1388  | 569 nach Kriegsschaden ausgemustert 546, 547, 549–556, 560, 564, 567, 570–573, 575, 579, 580, 583–586, 589–591, 593–595, 599, 600, 605–607, 611–615, 617–621, 623, 625–629, 631, 633–636, 639, 642, 644–651, 654, 656, 658 nach Moskau 1966 ausgemustert in Moskau 1975 ausgemustert in Berlin |
| CIII | 1930       | 515–544                 | 1390–1392  | 519 nach Kriegsschaden ausgemustert 515–518, 520–523, 525–544 nach Moskau 1975 ausgemustert in Berlin |
| CIV  | 1930–1931  | 111–112 268             | 1394–1396  | 268 nach Kriegsschaden ausgemustert 1974 ausgemustert |